# Kenitra
Kenitra (arabsky القنيطرة‎, berbersky ⵇⵏⵉⵟⵔⴰ, francouzsky Kénitra, marockou arabštinou قْنيطره) je město situované v severní části Maroka v regionu Rabat-Sale-Quneitra, v letech 1932–1956 známé jako Port Lyautey. Jedná se o přístavní město na řece Sebú, v němž žije přibližně 508 tisíc obyvatel.

## Historie

### Starověk
Ve starověku místo dnešní Kenitry využívali Féničané k obchodování. V období vlády antoninovské dynastie zde byl vystavěn Venušin chrám.

### Koloniální a nedávná historie
V březnu 1912 francouzská vláda spolu s marockým sultánem Abdulhafidem podepsala Dohodu z Fezu (sultán se tak vzdal svrchovanosti Maroka ve prospěch Francie). Francie poté jmenovala na post koloniálního generála v Maroku Huberta Lyauteye.
Jedním z prvotních zájmů generála Lyauteye bylo vystavět přístavy podél obydleného pobřeží Atlantiku. Kenitru nechal vystavět roku 1912 jako francouzskou vojenskou pevnost. Přístav v Kenitře u ústí řeky Sebú byl otevřen roku 1913. Brzy se z přístavu stal nejfrekventovanější říční přístav v Maroku. Francouzi pak začali město nazývat Port Lyautey.
Na „Kenitru“ bylo město přejmenováno roku 1956, kdy Maroko dosáhlo své nezávislosti. Z města se stal velmi podstatný marocký přístav.

## Klima
| Kenitra – podnebí                                   | Kenitra – podnebí | Kenitra – podnebí | Kenitra – podnebí | Kenitra – podnebí | Kenitra – podnebí | Kenitra – podnebí | Kenitra – podnebí | Kenitra – podnebí | Kenitra – podnebí | Kenitra – podnebí | Kenitra – podnebí | Kenitra – podnebí | Kenitra – podnebí |
| Období                                              | leden             | únor              | březen            | duben             | květen            | červen            | červenec          | srpen             | září              | říjen             | listopad          | prosinec          | rok               |
| --------------------------------------------------- | ----------------- | ----------------- | ----------------- | ----------------- | ----------------- | ----------------- | ----------------- | ----------------- | ----------------- | ----------------- | ----------------- | ----------------- | ----------------- |
| Průměrné denní maximum [°C]                         | 17,3              | 18,1              | 19,5              | 20,6              | 22,8              | 24,8              | 27,4              | 27,9              | 27,1              | 24,7              | 21,1              | 18,0              | 22,4              |
| Průměrná teplota [°C]                               | 12,3              | 13,3              | 14,4              | 15,7              | 18,1              | 20,6              | 23,0              | 23,3              | 22,2              | 19,4              | 15,9              | 13,0              | 17,6              |
| Průměrné denní minimum [°C]                         | 7,2               | 8,5               | 9,3               | 10,9              | 13,4              | 16,3              | 18,6              | 18,7              | 17,4              | 14,1              | 10,7              | 8,0               | 12,8              |
| Průměrné srážky [mm]                                | 97,6              | 94,6              | 74,9              | 67,3              | 37,8              | 5,8               | 0,4               | 0,6               | 10,7              | 63,0              | 130,0             | 135,9             | 718,6             |
| Zdroj: Kenitra Climate Normals 1961–1990 2015-03-16 |                   |                   |                   |                   |                   |                   |                   |                   |                   |                   |                   |                   |                   |